# Erebia ochrea
Erebia ochrea är en fjärilsart som beskrevs av Ludwig Osthelder 1916. Erebia ochrea ingår i släktet Erebia och familjen praktfjärilar. Inga underarter finns listade i Catalogue of Life.